# 東急電鉄の機関車・貨車
東急電鉄の機関車・貨車（とうきゅうでんてつのきかんしゃ・かしゃ）においては、東急電鉄（東急）、およびその前身である目黒蒲田電鉄（目蒲）、東京横浜電鉄（東横）、玉川電気鉄道（玉川）、池上電気鉄道（池上）、東京急行電鉄に在籍していた、電気機関車・電動貨車・無蓋貨車に関して記す。
なお、長津田車両工場入換車ED301 （無車籍）は 国鉄ED30形電気機関車 (初代)を参照のこと。

## 電動貨車・機関車

### デワ3000形・デト3010形
東急電鉄の前身、目黒蒲田電鉄（目蒲）と東京横浜電鉄（東横）が1922年 - 1926年に発注した全長7mの木造4輪単車形電動有蓋・無蓋貨車でデワ1形（→モワ1形）・デト1形（→モト1形）と称していたが、大東急成立による改番でデワ3000形3001 - 3003・デト3010形3011 - 3015と改称した。デワは貨物室に2個の窓を持ち、デトは前後に屋根付き運転室、荷台中央にパンタグラフ台として鉄骨の大きな櫓が載っていた。塗装は黒、台車は全てブリル21Eである。自重はデト3010形が8.75t、デワ3000形が10tに過ぎないが、貨車牽引を考慮してか主電動機出力が48kW×2であり、空荷の際は相当なスピードが出たという。制御方式は直並列直接制御である。
デワ1形は目蒲に1・2の2両、デト1形は目蒲に1 - 4・東横に5・6の2両が在籍したが、形式記号の「デ」が「モ」に変更された後の1932年にモト4が有蓋化改造されモワ3となっている。
1946年・1949年にデト3011・3012が江ノ島電気鉄道、1951年にデワ3002（初代）が秋田中央交通に、1952年にデワ3003が長岡鉄道に、1953年にデト3013が有蓋化改造でデワ3002（2代）とした上で秋田中央交通に譲渡された。長岡鉄道に譲渡されたものは後に秋田中央交通に移籍した。江ノ島電気鉄道ではポール集電化およびレール運搬に対応するため運転室が狭幅化された。秋田中央交通では3002（初代）と3003は東急時代と同一の車両番号で、3002（2代）はデワ3001となり、順次出揃った計3両が機関車代用として使用された。末期には赤と青に塗り分けられ、国鉄キハ41000形（→キハ04形）を改造した客車を牽引していた。
架線電圧の直流1,500V昇圧に伴い、昇圧改造としてデト3014・3015が2両永久固定編成に改造された。間接制御化したうえで主電動機を4個直列とし、外観も運転室が3015の一端のみとなり、他は床上に機器が搭載されるなど原型とは大きく変わった状態で元住吉工場の入換車となっていた。ブリル21E単台車を使用した直流1,500V用車両は他に例がないとされる。末期は黄色に黒の警戒色であった。1970年に廃車された。また昇圧まで碑文谷工場の入換に使われたデワ3001が1963年まで放置状態で在籍していた。

### デキ3020形

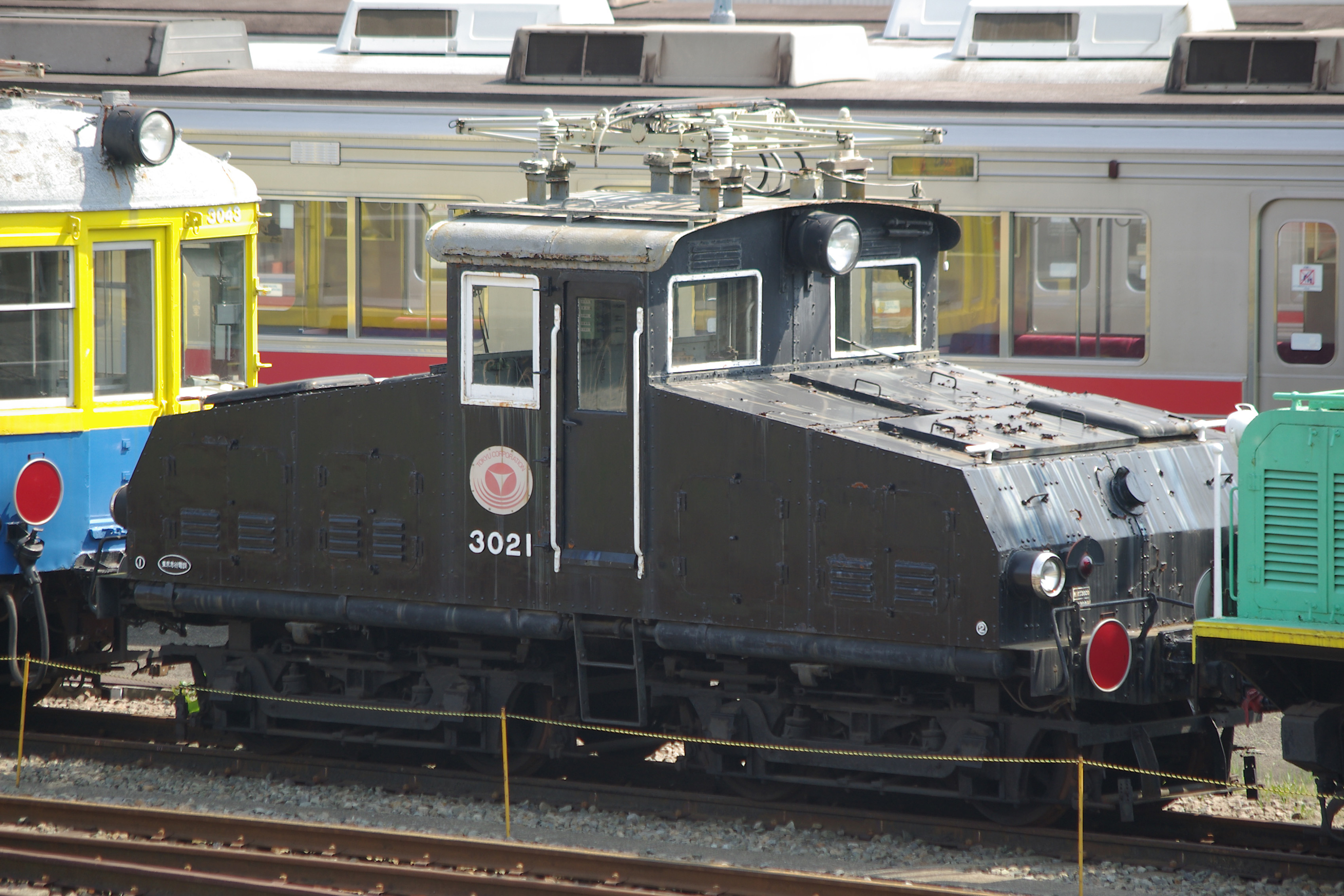
デキ3021（長津田車両工場にて）

1929年に東京横浜電鉄が貨物列車用に発注した川崎車輛製の凸型電気機関車で、全長8m強の小型機である。当初の形式番号はデキ1形1、大東急成立による改番でデキ3020形3021となる。主電動機出力は600V時60kW、1,500V時75kW×4、制御方式は間接非自動直並列制御（HL）である。
川崎車輛（川崎造船所）製の類似車に伊勢電気鉄道501形、高畠鉄道キ1形がある。
主に東横線菊名 - 田園調布間の貨物列車牽引や、工事列車牽引等に用いられていたが、貨物列車廃止後は元住吉工場の入換車となり、同工場が長津田へ移転した後も引き続き長津田車両工場の入換車として使用されていた。なお、1980年に除籍されて以降は同工場の入換用機械としての扱いとなっていた。塗装が黒一色であることから「からす」の愛称で呼ばれている。

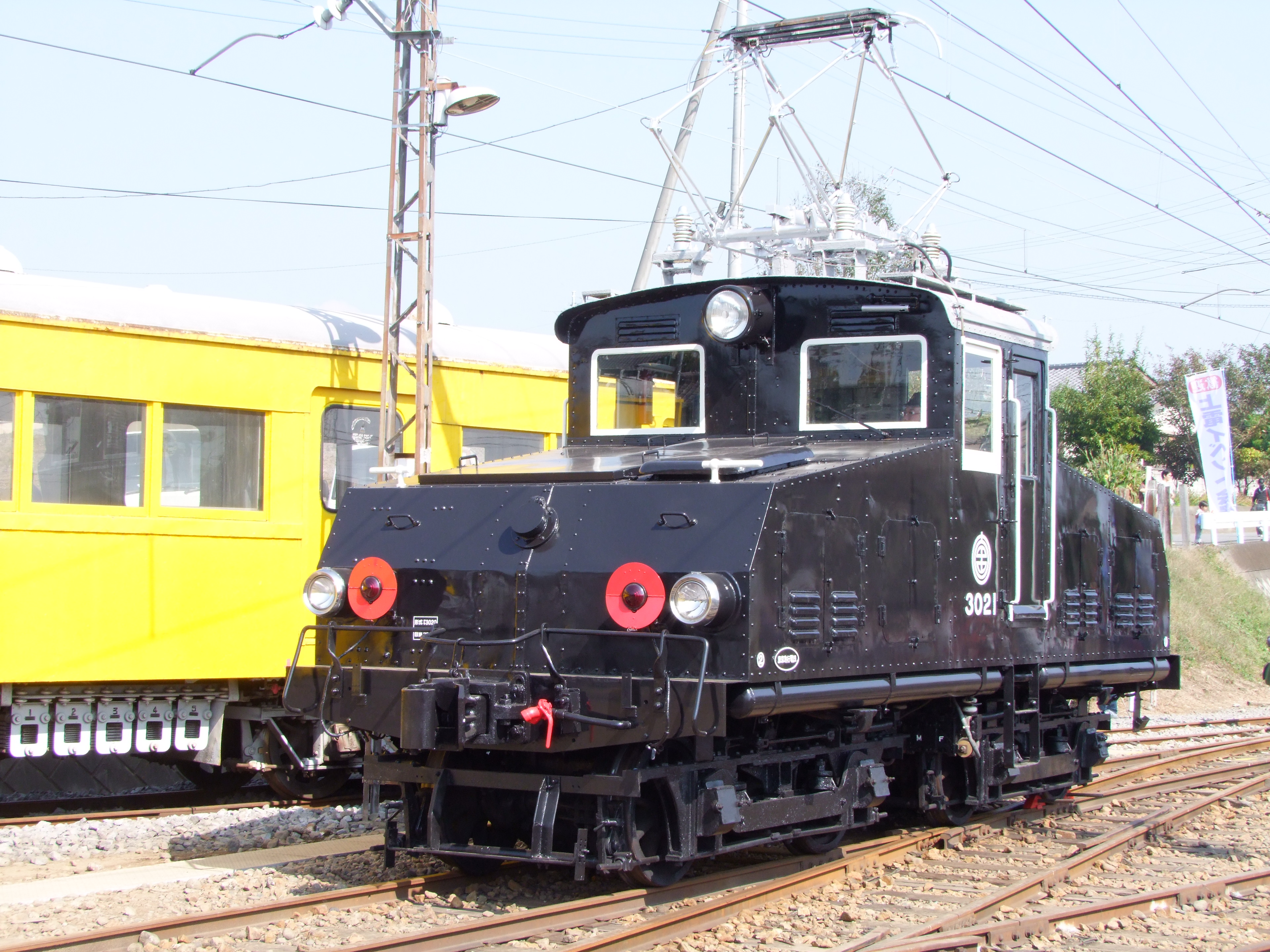
デキ3021（上毛電気鉄道へ譲渡後）

2009年に入換車としての役割を終えた後、動態保存を目的に上毛電気鉄道へ譲渡され、同年10月18日の同社イベント「上毛電鉄感謝フェアイベント」にて大胡列車区で一般公開された（上毛電鉄感謝フェアイベント2009 (PDF) ）。なお同社においても車籍編入はされておらず、本線走行はできない。(同社イベントで車庫線内を試乗運転した。)
主要諸元
- 全長：8,078mm
- 全幅：2,725mm
- 全高：4,014mm
- 運転整備重量：20.0t
- 電気方式：直流1,500V（架空電車線方式）
- 軸配置：B-B
- 台車形式：棒台枠、イコライザ式
- 主電動機：K7-103-B型×4基 
  - 歯車比：1:4.52
  - 1時間定格出力：300kW
  - 1時間定格引張力：3,400kg
  - 1時間定格速度：32.4km/h
- 動力伝達方式：歯車1段減速、吊り掛け式
- 制御方式：抵抗制御、2段組み合わせ制御
- 制御装置：電磁空気単位スイッチ式
- ブレーキ方式：AMF空気ブレーキ、手ブレーキ

### デト3030形
1924年横浜船渠製の京浜線（現在の京急本線など）所属の木造有蓋電動貨車デワ5010形5013を1943年に改軌の上玉川線に転属させたもので、転属時に形式は玉川線の1 - 3桁車両番号ではなく、東横線系統所属を示す3000番台となり、デワ3030形3031となった。
1951年には無蓋化されデト3030形3031となり、事業用や花電車用として使用されていたが、1967年に廃車となった。連結器は最後までバッファ付連環連結器のままであった。特筆されるものとして、二子玉川園遊園地の再開時に運転された花電車が挙げられる。

### デワ3040形
形式記号は「デワ」だが用途は有蓋貨車でなく荷物車である。延べ3両が1949年 - 1982年の間に使用されていた。

### 玉川1形
1920年の1,372mm（馬車軌間）への改軌時に1 - 5の5両が旅客車の1号形とともに名古屋電車製作所で製造された木造4輪単車の有蓋電動貨車。1941年に1号形で最後まで残った3両とともに全車が当時の満州国・新京交通へ譲渡された。

### 池上デト1形
1928年に蒲田車輛で製造された4輪単車の無蓋電動貨車で、1の1両のみが存在した。主電動機出力は目蒲・東横モト1形に比べて低い27kWで、ブレーキは手ブレーキのみ。集電装置は目蒲による併合の後もトロリーポールであった。デト1形1号という形式番号を有するものの、実態は無車籍であったといわれる。

## 貨車

### ト3050・3060・3070・3090・チ3090形
社線内専用として使用された10t積み無蓋貨車・長物車。形式別の出自は下記のとおり。
- ト3050形（3051 - 3054）：1924年汽車会社製・目黒蒲田電鉄フト1形
- ト3060形（3061 - 3065）：1925年日本車輌製造製・目黒蒲田電鉄フト30形
- ト3070形（3071 - 3086）：1925年日本車輌製造製・東京横浜電鉄フト40形
- ト3090形（3091 - 3092）：1924年東洋車輌製・播丹鉄道（現在のJR加古川線）→目黒蒲田電鉄フト20形

いずれも国鉄ト1形（初代）等、明治から大正期の10t積2軸無蓋貨車と大差ない形態で、形式間でも軸距等に差異があるほかはほぼ同系である。ただし、旧称フトの記号が示すとおり全車妻面に手ブレーキが装備されており、このためか旧目蒲・東横ではワフ・トフ等の緩急車は存在しなかった。
ト3090形2両は1951年、ト3060形3062、およびト3070形3075は1963年、後述するレール輸送貨車チキ3095形の伴車として長物車チ3090形（3091 - 3094）に改造された。
空気ブレーキ装置は1953・1954年にト3070形に対し装備されたが、他形式は引き通し管のみが設置された。ト3070形のうち3081 - 3084は1961年に伊豆急行に貸し出され、うち3081・3082は1966年にそのまま譲渡されト31・32となった。
無蓋車各形式は、目蒲・東横両電鉄の建設工事に使用され、開業後は多摩川から産出する川砂利の運搬として、川砂利の採掘禁止後は保線用としてバラストの運搬や、元住吉工場 - 碑文谷工場間などの部品・資材輸送や回送列車の緩急車代用として使用されたが、空気ブレーキを持たないト3050・3060形が1970年に廃車されたのを皮切りに、1976年までに全車廃車された。

### チキ3095形
1951年、日本国有鉄道（国鉄）から鉄道院新橋工場1914年製の戦災木造客車マニ19706号の台枠・台車の払い下げを受け、レール輸送用の長物車としたもので、1両のみが存在した。東急初の20m車であり、かつ客車用3軸ボギー台車TR71を装備した、特異な貨車であった。8000系入線による限界拡張以前ではあったが、車体幅が2,400mmで、限界抵触はなかったという。
チ3090形を前後に連結し、後年はホイストクレーンを装備して25mレール輸送に使用されたが、次第に使用機会が減り、専ら新丸子駅の側線に留置されていた。ト3070・チ3090形の残存車とともに1976年に廃車された。

### ト1形
1920年・1922年に玉川電気鉄道が新造した軌間1,372mmの砂利輸送用10t積2軸無蓋車ト1 - ト20で、少なくとも一部は狭軌時代の貨車（20両）を改造した車両である。一部はあおり戸を外して水タンクを付けて撒水車となっていた。1937年にト1 - ト7の7両が廃車され、残る13両が東急に引き継がれト1形ト1 - ト13となった。
1943年には湘南線（現・京急本線）の保線用貨物自動車がほとんど使用不可能になったため、その代わりとしてト6 - ト11の6両が湘南線へ転属しト5070形ト5071 - ト5076となった。玉川線に残った7両は引き続き保線用等として使用されたが、後年や殆ど使用されずに二子玉川園などで留置されていた。
その後、1963年から1966年にかけて廃車された。デト3030形とともにバッファ付連環連結器のままであったが、バッファはごく簡易なものであった。
湘南線へ転属した6両は、1948年には東急の再編成により京浜急行電鉄へ引き継がれト70形ト71 - ト76となったが、老朽化により1951年に廃車された。